# Pencaitland

Pencaitland es una localidad situada en East Lothian, Escocia. Tiene una población estimada, a mediados de 2020, de 1480 habitantes.
Está ubicada en la zona este de Escocia, sobre la costa sur del fiordo de Forth y al este de Edimburgo.